# Carebara arabica
Carebara arabica is een mierensoort uit de onderfamilie van de Myrmicinae. De wetenschappelijke naam van de soort is voor het eerst geldig gepubliceerd in 2001 door Collingwood & van Harten. De soort komt voor in Jemen.